# Valerolactama
La Valerolactama (llamada también δ valerolactama o 2-piperidona) es una lactáma del ácido 5-aminovalérico (5-aminopentanoico).
Se puede preparar con biotecnología sintetizando el ácido 5-aminovalérico con buenos rendimientos. Sirve como materia prima de varias poliamidas, como el poliaminovalerato 5.

## Síntesis
El ácido 5-aminovalérico se forma por activación con tiocianato de 2-nitrofenilo y tributilfosfina en dimetilformamida a temperatura ambiente en una ciclización intermolecular para formar la δ valerolactama.
La ciclización del ácido 5-aminovalérico también puede realizarse enzimáticamente .
Durante el calentamiento de sales amoniacales del ácido 5-hidroxivalérico surge también la δ-valerolactama.
La síntesis a partir de poli-δ-valerolactonas en N-metilpirrolidona con Amoníaco a 330 °C y una presión de 280 bar genera la 2-piperidona en los Rendimientos de hasta el 83 %.
La Hidrogenación de glutarimida en un autoclave produce δ-valerolactama con rendimientos de hasta el 70% en el caso de 270 °C y 490 atm en presencia de catalizadores e níquel.
Se puede formar también por la transposición de Beckman de la ciclopentanona: 
La transposición de ciclopentanonoximas es, en la fase de vapor en catalizadores de zeolita ácida, más rápida que la de los homólogos ciclohexanonoximas, debido a que la pequeña diferencia de tamaño los vuelve más fáciles de difundir por los poros del catalizador.
La oxidación de Piperidina en Tolueno proporciona δ-valerolactama con rendimientos de aproximadamente 60 %.

## Propiedades
La δ-valerolactama sintética presenta un color amarillo-marrón y es un sólido higroscópico. Después de pasar un 50 por ciento en una disolución acuosa de un ácido es un sólido inodoro blanco.

## Aplicaciones
Después de la Activación con anhídrido tríflico, reacciona con el grupo amino de los amino+ácidos para formar una amida como grupo protector.
Se puede acilar con halogenuros de acilo:
La polimerización aniónica de la δ-valerolactama surge de forma análoga a la homólogos épsilon-Caprolactamas Poliamida 5 (Nylon 5).